# Еріберту Тавареш
Еріберту Тавареш (порт. Heriberto Tavares, нар. 19 лютого 1997, Амадора) — португальський футболіст, нападник клубу «Ештуріл-Прая».
Виступав за молодіжну збірну Португалії.

## Клубна кар'єра
Народився 19 лютого 1997 року в Амадорі. Вихованець юнацьких команд футбольних клубів «Ештрела», «Спортінг», «Бенфіка».
У дорослому футболі дебютував 2016 року виступами за другу команду останнього клубу, «Бенфіка Б», в якій провів три роки, взявши участь у 78 матчах чемпіонату. До головної команди «Бенфіки» не пробився, натомість у 2018–2020 роках віддавався в оренду до «Морейренсе» та «Боавішти».
Сезон 2020/21 провів у французькому «Бресті», у складі якого не заграв, і повернувся на батьківщину, ставши гравцем «Фамалікана».
У 2022–2023 роках грав на правах оренди за іспанську друголігову «Понферрадіну», після чого знову повернувся до першості Португалії, уклавши контракт із клубом «Ештуріл-Прая».

## Виступи за збірні
2017 року дебютував у складі юнацької збірної Португалії (U-20), загалом на юнацькому рівні взяв участь у 3 іграх.
Того ж 2017 року залучався до складу молодіжної збірної Португалії. На молодіжному рівні також зіграв у 3 офіційних матчах, забивши 1 гол.